# Đại học Tunku Abdul Rahman

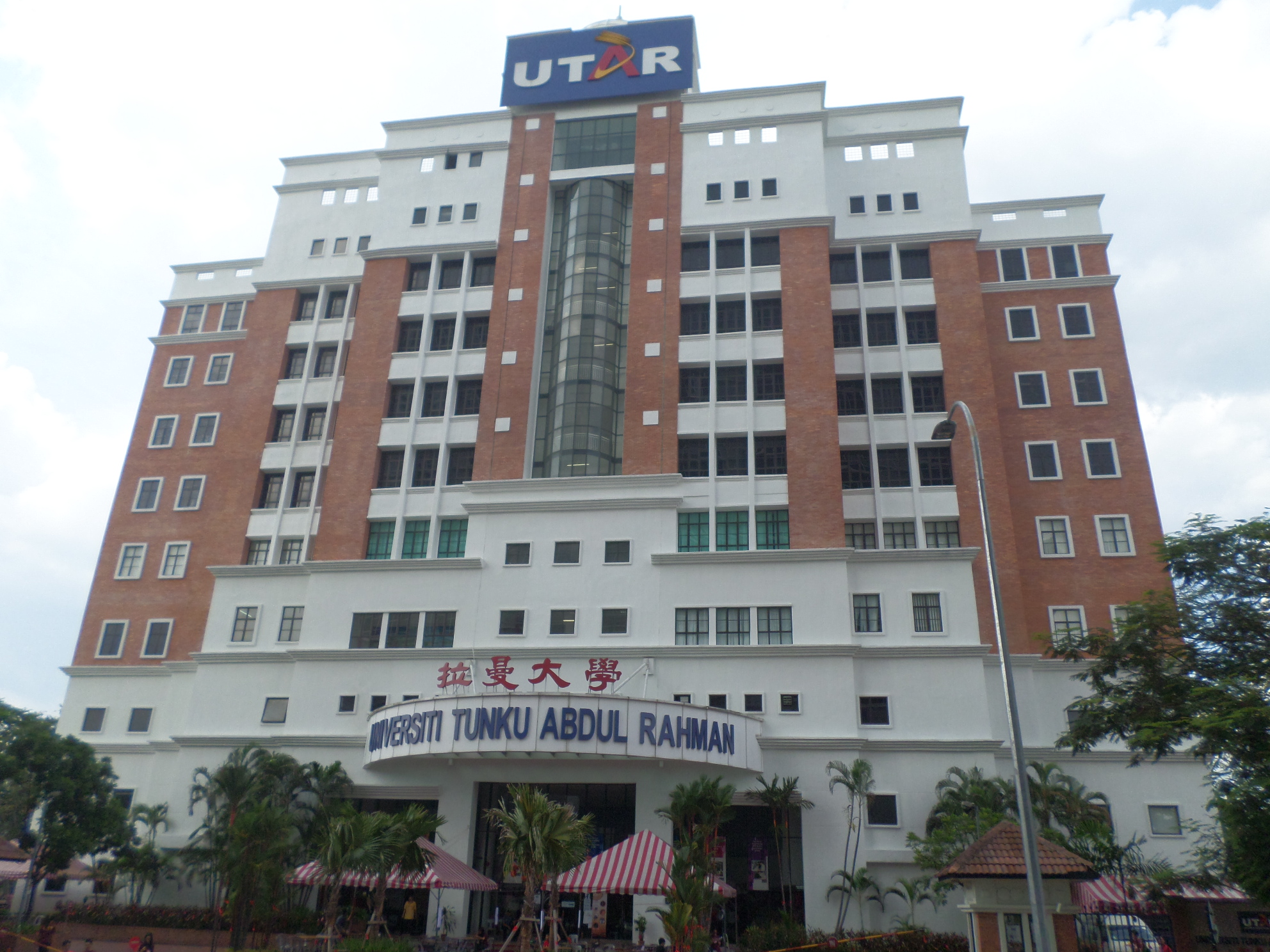
Khu trường sở UTAR Sungai Long

Đại học Tunku Abdul Rahman (tiếng Mã Lai: Universiti Tunku Abdul Rahman, (viết tắt UTAR; chữ Hán giản thể: 拉曼大学; chữ Hán phồn thể: 拉曼大學; pinyin: Lāmàn Dàxué) là một trường đại học tư thục phi lợi nhuận ở Malaysia, là một trong những đại học tư thục danh tiếng nhất Malaysiaa, xếp hạng 100 trong bảng xếp hạng các trường đại học 2018 của Times Higher Education Asia University Rankings, xếp thứ nhì ở Malaysia sau Đại học Malaya. Trường được thành lập tháng 6 năm 2002 dưới một cơ sở có tên gọi là Cơ sở Giáo dục UTAR, một tổ chức phi lợi nhuận. Trường có 9 khoa, ba học viện, 3 trung tâm nghiên cứu.
Trường náy có hai khu trường sở, khu trường sở Sungai Long, tọa lạc trong thung lũng Klang còn khu trường sở kia Kampar nằm ở bang Perak, từng nổi tiếng về ngành khai thác mỏ thiếc. Tháng 6 năm 2015, các khu trường sở Petaling Jaya và Kuala Lumpur đã được chuyển sang khu Sungai Long.
Đợt tuyển sinh đầu tiên vào tháng 6/2002, trường chỉ có 411 sinh viên. Số sinh viên của trường đã tăng lên nhanh chóng trong các năm sau. Theo công bố của trường, hiện trường có hơn 26.000 sinh viên.
Lục đầu trường chỉ có tám chương trình đào tạo nhưng nay đã có hơn 110 chương trình, bao gồm cơ sở, dưới đại học và sau đại học với nhiều lĩnh vực khác nhau.